# Guiping

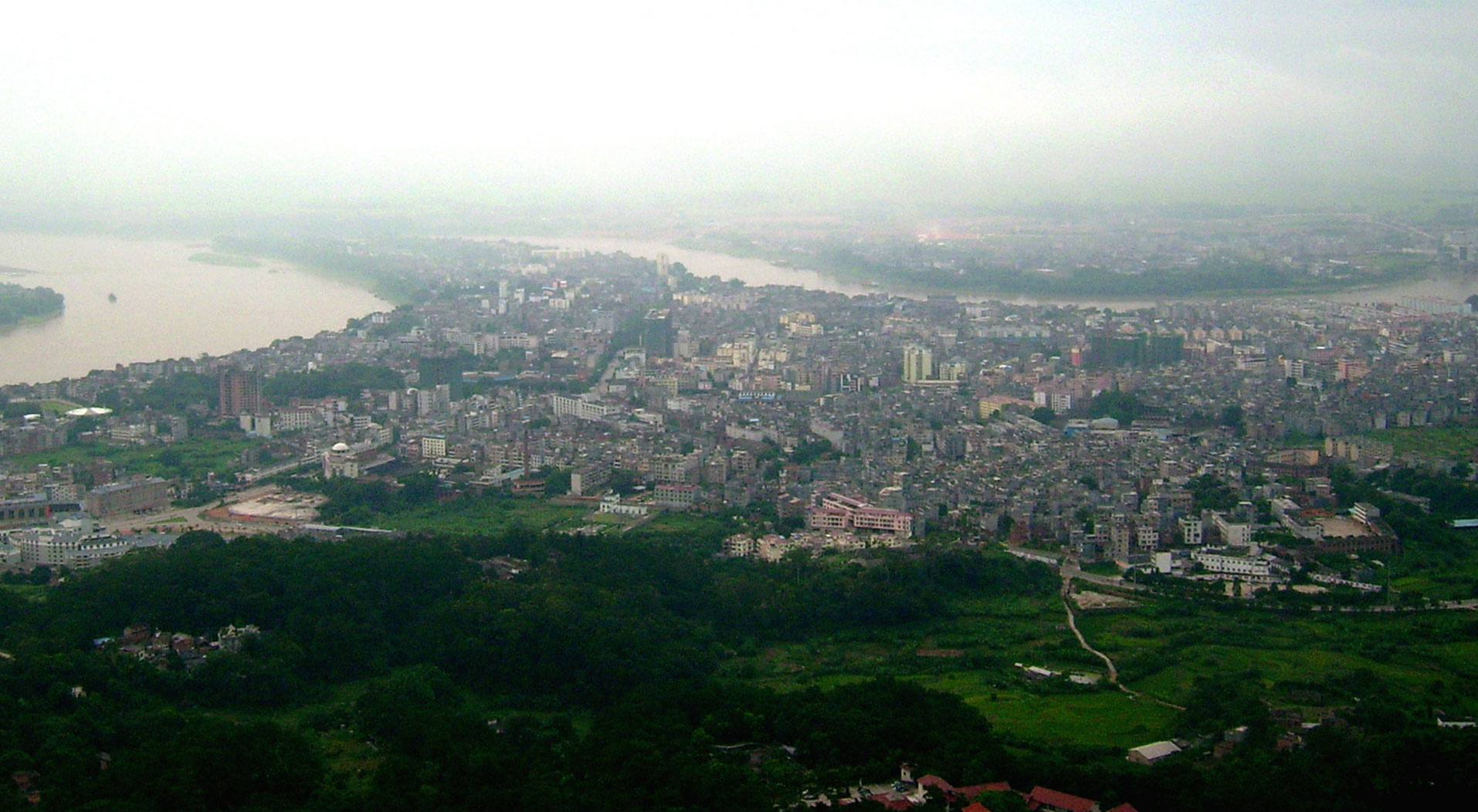
Blick über Guiping

Guiping (chinesisch 桂平市, Pinyin Guìpíng Shì; Zhuang Gveibingz Si) ist eine Stadt des chinesischen Autonomen Gebiets Guangxi. Es ist eine kreisfreie Stadt im Verwaltungsgebiet der bezirksfreien Stadt Guigang. Die Fläche beträgt 4.071 Quadratkilometer und die Einwohnerzahl 1.592.600 (Stand: 2018).
Der Jintian-Aufstand (1851) am Beginn des chinesisch-christlichen Gottesreichs der Taiping-Bewegung brach in dem zu Guiping gehörenden Dorf Jintian aus.
Die Stätte des Jintian-Aufstandes am Anfang des Himmlischen Reiches des ewigen Friedens (Taiping-Reich) (Jintian qiyi dizhi) steht seit 1961 auf der Liste der Denkmäler der Volksrepublik China (1-2).